# Josep Cabeza i Coll
Josep Cabeza i Coll (l’Espluga de Francolí, 1871 – Mataró, 1945), propietari i dirigent de l’Espluga de Francolí; a l’ombra de Josep Maria Rendé i Ventosa, va esdevenir el seu home de confiança tant al Sindicat Agrícola de l’Espluga, com a la Federació Agrícola de la Conca de Barberà, de la qual fou president entre el 1925 i el 1930. També va ser alcalde de l’Espluga de Francolí (1912-1914); president de la Cambra Agrícola Oficial de l’Espluga (1916); vicepresident (1912-1921 i 1922-1926) i president (1921-1922) de la Secció de Viticultura del Sindicat Agrícola de la Conca de Barberà (1918-1925) i president d’aquesta mateixa entitat (1925-1930). Del 1918 al 1920 i del 1923 al 1924 presidí el Sindicat Agrícola i Caixa Rural de l’Espluga de Francolí i del 1920 al 1923 en fou secretari. També va ser un destacat articulista de divulgació agrícola, on remarcava i defensava  la necessitat de la unió dels viticultors en cooperatives.

## Biografia
- Vallès i Martí, Josep Ma. (2009) Josep Cabeza i Coll (Cooperativistes Catalans, núm. 15), Valls: Cossetània. ISBN 9788497915755.